# Sternführung

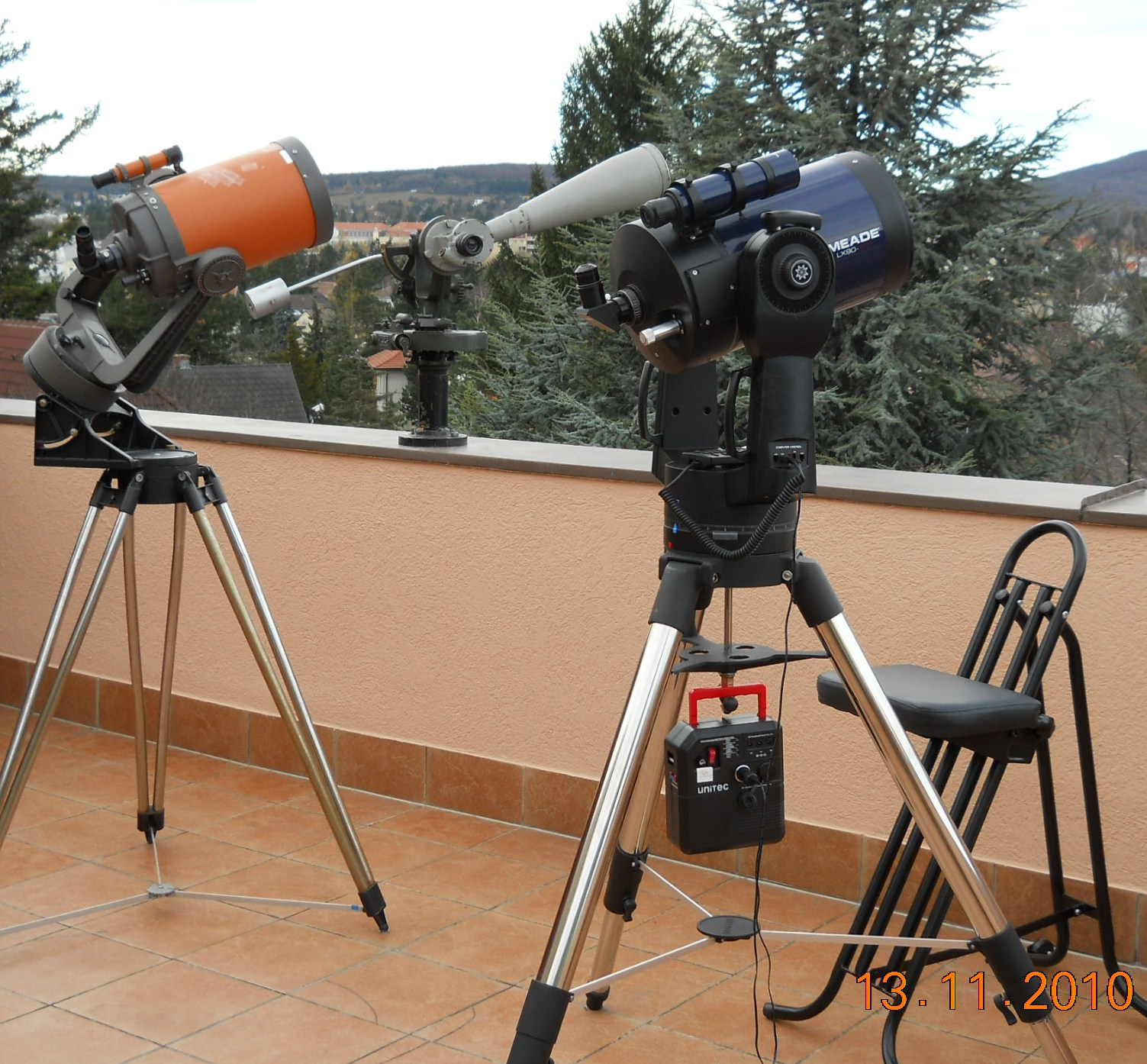
Beginn einer Sternführung in der Dämmerung: zwei Spiegelteleskope und ein Apogee-Satelliten-Teleskop, alle parallel zu hellem Stern ausgerichtet

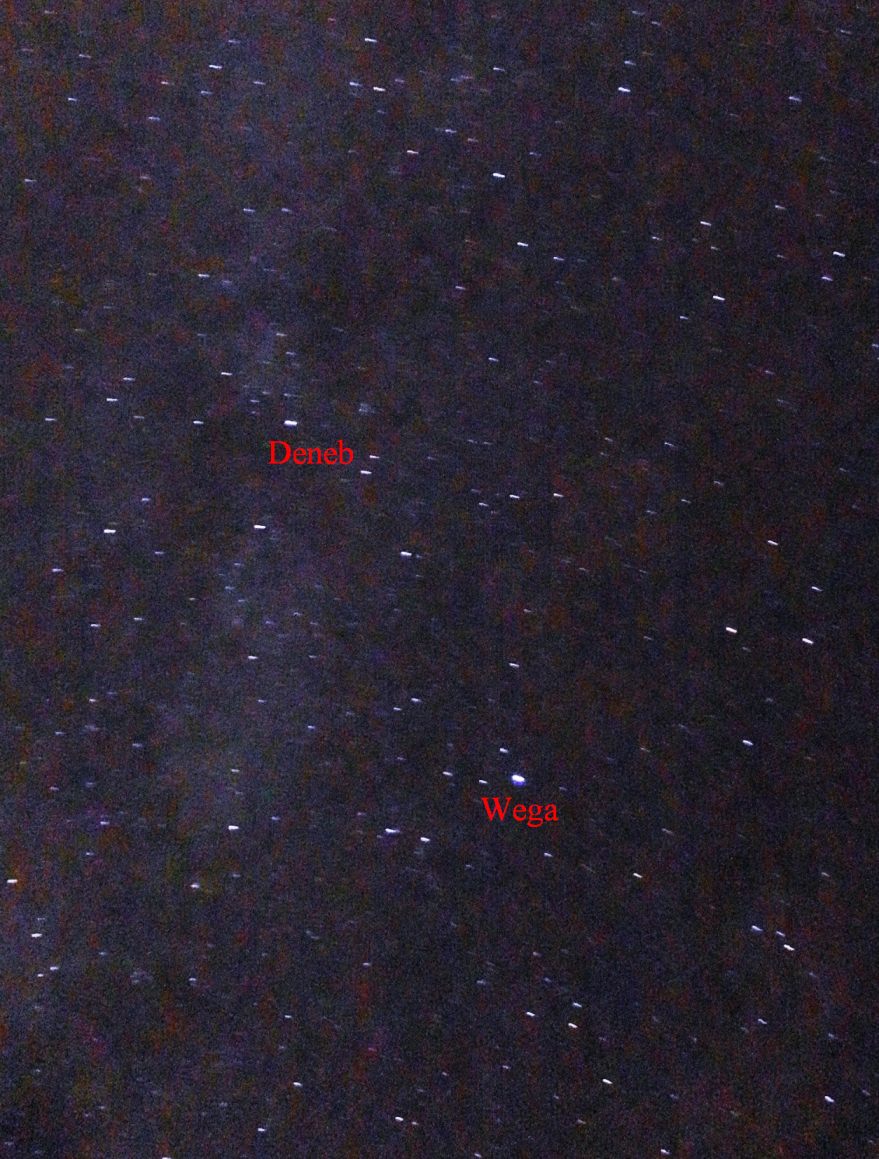
Sommerliche Milchstraße, mit Handy fotografiert. Schwan (stehendes Kreuz unter Deneb) und Leier (links von Wega)

Eine Sternführung ist eine von fachkundigen Personen (Amateur- oder Berufsastronomen) vorgenommene Erklärung und Demonstration des Sternhimmels für Personen mit astronomischem Interesse. Sie können freiäugig, mit Fernrohren oder mit Projektionsmethoden durchgeführt werden.
Im Regelfall werden Sternführungen von Astrovereinen oder von Volkssternwarten im Rahmen ihrer abendlichen Öffnungszeiten angeboten, doch auch von privaten Sternfreunden zu besonderen Zeiten (z. B. Tag der Astronomie) oder für den Freundes- und Bekanntenkreis. Inhaltlich kann eine Sternführung mehrere der folgenden Elemente enthalten:

## Mit freiem Auge
- Erklärung der auffälligsten Sternbilder am momentanen Abendhimmel
  - und ihrer historisch-mythologischen Entstehungsgeschichte,
  - ergänzt um die Namen einiger heller Sterne und zugehörige Daten wie Größe und Entfernung
- Hinweise, wie man sich Sternbilder merken kann, z. B.
  - Großer Wagen als Polweiser zum Polarstern, gegenüber das Sternbild Cassiopeia
  - Linien vom Großen Wagen zu anderen Sternbildern (Bootes, Löwe usw.)
  - z. B. Schwanenhals und -flügel (oder „nördliches Kreuz“), Löwe als „Bügeleisen“, Gestalt von Zwillinge oder Orion, Bogenschütze ...
  - jahreszeitliche Änderungen der Wagenstellung (Skizze, drehbare Sternkarte, Handcomputer)

- Auffällige Konstellationen am Sommer- bzw. Winterhimmel wie
  - Sommerdreieck, Herbstviereck, Fünfsternreihe
  - Wintersechseck, Oriongürtel, Plejaden, Frühlingsdreieck

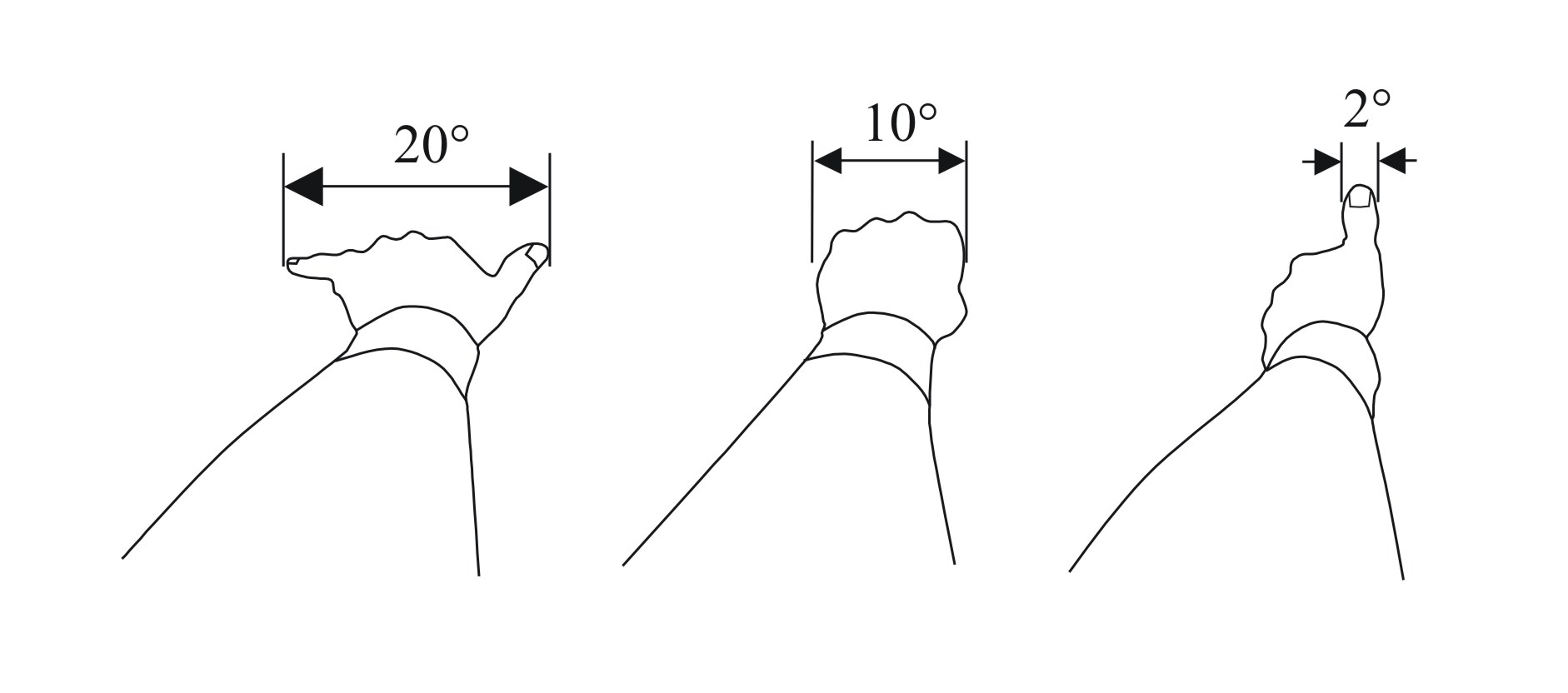
Schätzung von Winkeln über den ausgestreckten Arm

- Richtungen und Bewegungen am Himmel
  - Abendrot und Zeit seit dem Sonnenuntergang, Herabsinken der Dämmerung
  - Westen (Abendrot, Sinken des Abendsterns, Windrichtung), Norden (Polarstern) usw.
  - Auf- oder Untergangsrichtung eines hellen Sterns
  - Meridian und Kulmination
  - Schätzen des Winkels zwischen zwei Gestirnen (z. B. mit Faust bei ausgestrecktem Arm)
  - Schätzen der Richtung zur untergegangenen Sonne (Himmelshelligkeit) oder des kommenden Untergangs eines hellen Gestirns
  - Merken einer Sternrichtung und Veränderung nach einer halben Stunde o. ä.
  - „Himmelsuhr“ mit Großem Wagen zum Schätzen der Uhrzeit
  - Ablesen der Sternzeit mit dem Kolurstern Caph (Beta Cassiopeia).

- scheinbare Sonnenbahn

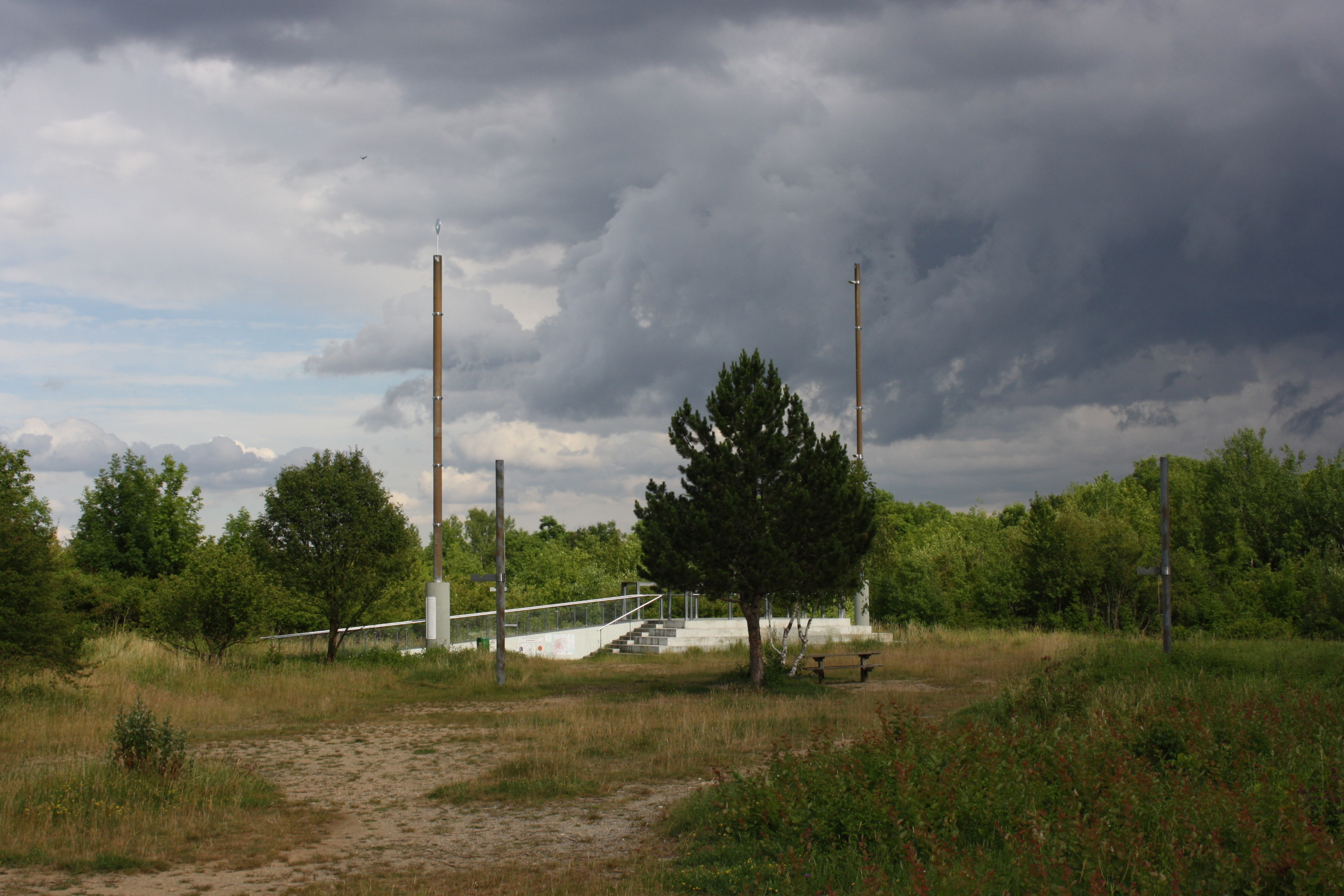
Nord- und Sonnensäulen im Sterngarten des Österreichischen Astrovereins

  - Demonstration der winterlichen und sommerlichen Sonnenbahn (z. B. mit ausgestreckter Hand)
  - Tageslänge (Tagbogen) zwischen 8 und 16 Stunden, Einstrahlwinkel
  - wechselnde Auf- und Untergangspunkte (Morgen- und Abendweite)
  - Bezugsrichtungen (Straße, Sternengarten usw.)
- Mond und helle Planeten
  - Mondphasen, Monatsrhythmus
  - wie man Planeten erkennt (Farbe, Helligkeit, kein Flimmern)
  - aktuelle(n) Planeten suchen lassen
  - Konjunktionen von Mond und Planeten bzw. zu hellen Sternen
  - Unterschiede zwischen anderen Planeten und der Erde
  - Mythologie und Planetennamen
  - Mondfinsternisse
- Überraschendes
  - Sternschnuppen, im August Erklären des Perseiden-Sternschnuppenschwarms
  - Erdsatelliten – oder doch ein hohes Flugzeug?
  - Wetterballons und ähnliche, manchmal für UFOs gehaltenen Objekte
  - Täuschungen, Reflexe vom Verkehr, von Lichtern, in der Brille

## Mit Sternkarte oder Computer

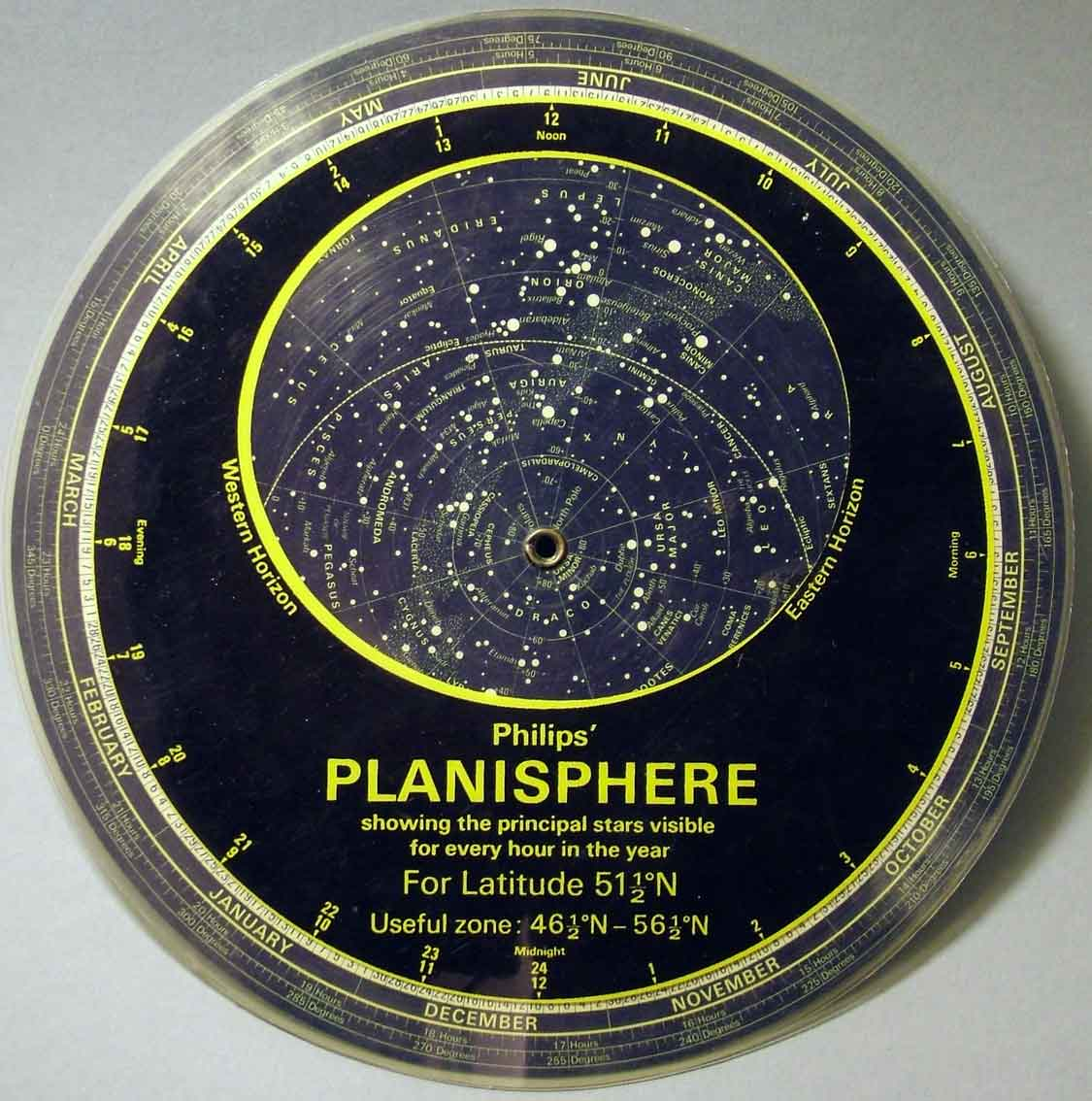
Drehbare Sternkarte für Mitteleuropa

- Vergleich des Sternhimmels und der aktuelle Sternkarte
  - wie hält man dabei die Karte
  - Symbole auf der Sternkarte, Linien der Sternbilder
  - blendfreies Betrachten (rotes Licht)
  - Computerkarten, passende Helligkeit, eingebauter Neigungsmesser usw.
- Benützung einer drehbaren Sternkarte
  - Uhrzeit, Sternzeit und Jahreszeit
  - Auf- und Untergänge, Zirkumpolarsterne
  - Grundwissen über Himmelskoordinaten

## Beobachtungen am Fernrohr
Die Besucher von Sternführungen sind oft mehr an Fernrohren als am Sternhimmel selbst interessiert. Daher sollten bei jeder Führung zumindest ein bis zwei Schul- bzw. Amateurfernrohre zur Verfügung stehen. Bei größeren Teleskopen lassen sich weitere Erklärungen anbringen, z. B. zur Optik und Montierungstechnik, zur Steuerungselektronik oder zu den Himmelskoordinaten.
Je nach momentaner Stellung des Sternhimmels bieten sich zur teleskopischen Beobachtung folgende Elemente an:
- Milchstraße (bei guter Sicht zunächst freiäugig),
  - dann mit Feldstecher (falls mehrere vorhanden) → wieviel mehr Sterne?
  - und im Fernrohr (z. B. Sternbilder Schwan, Schütze, Perseus): alle „Flecken“ lösen sich im Tausende Sterne auf
  - Sternwolken, z. B. Schild- oder Sagittariuswolke
  - Blick auf eine Dunkelwolke → Dämpfung des Sternenlichts durch Gas und Staub
  - Vergleich heller Objekte zwischen freiäugiger und teleskopischer Beobachtung

- Sternhaufen und Nebelflecke

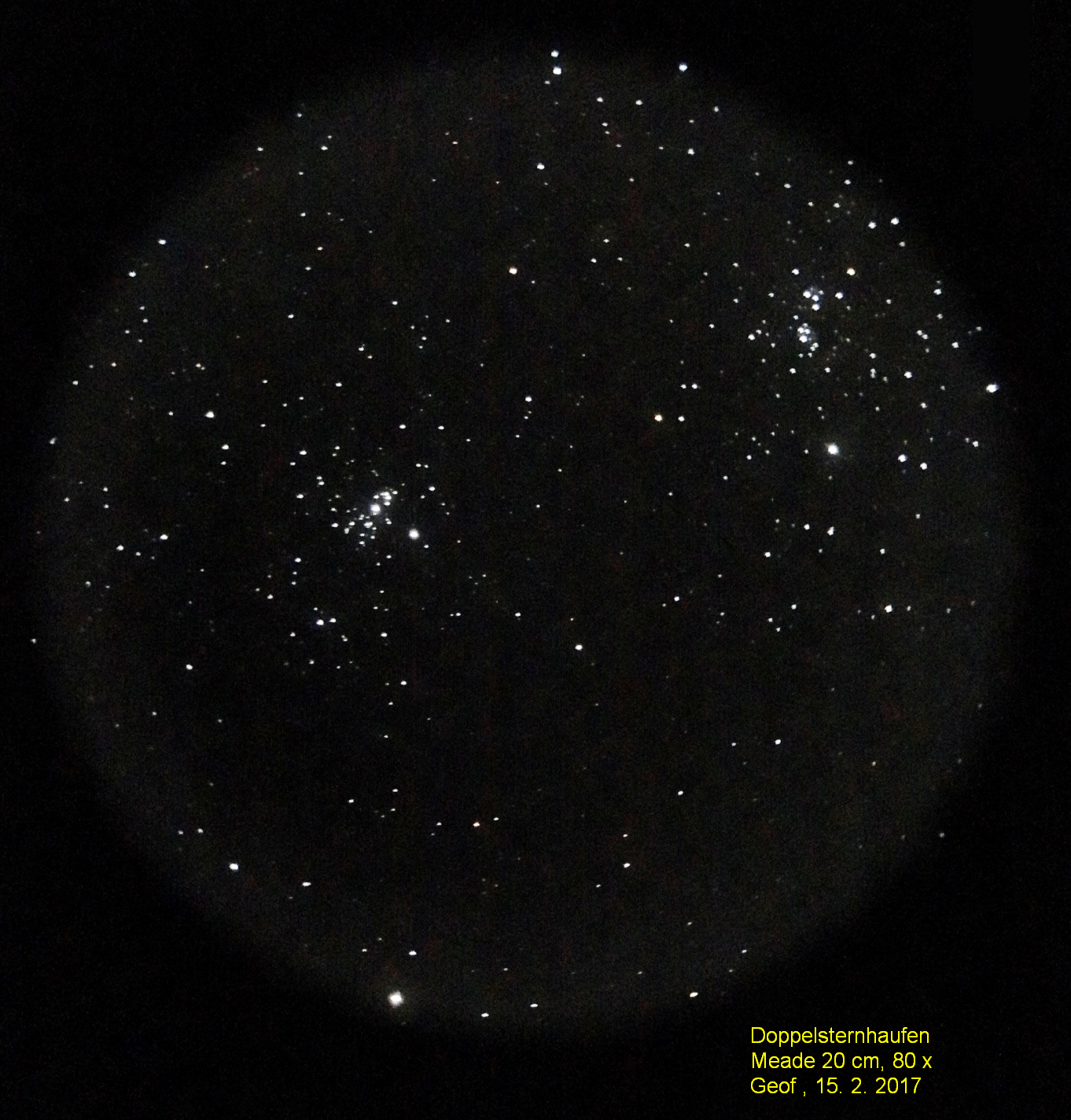
Doppelsternhaufen im Perseus, Vergrößerung 80x

  - von Herbst bis Frühjahr Doppelsternhaufen im Perseus (auch freiäugig oder im Feldstecher)
  - Offener Sternhaufen (1 heller/großer mit Fernrohrschwenk, ein schwächerer);
  - Kugelsternhaufen im Herkules (Messier 13) oder M3, M5, M15
  - im Winter Orionnebel, im Sommer Schütze (M8, M17 usw.)
  - Ringnebel (M57) oder anderer Planetarischer Nebel (M27)
  - helle Galaxie: Andromedanebel (Vergleich Feldstecher-Fernrohr)
  - Messier 81 und Messier 82; Enttäuschung wegen toller Hubble-Farbfotos?
- Mond und Planeten
  - Mondmeere, Mondkrater, Schattengrenze, Berge des ewigen Lichts
  - falls Abendstern: Venussichel, Flächenhelligkeit
  - Jupiters Äquatorstreifen, Tanz der Jupitermonde, Saturnring
  - im Vergleich dazu winziges „Scheibchen“ von Mars oder Uranus

## Anregung zu eigenen Versuchen
Bei Sternführungen können auch Anregungen zu persönlichen Seh- oder Zielübungen gegeben werden, beispielsweise
- das Üben des indirekten Sehens, um auch sehr schwache Sterne oder diffuse Nebelflecke freiäugig zu erkennen
- die Schätzung der scheinbaren Helligkeit von Sternen – z. B. am Großen Wagen oder in Sternfeldern
- den Doppelstern im Wagen suchen
- Zielen durch Visieren über das Fernrohr, Finden im Sucherfernrohr
- Scharfstellen im Fernrohr mit/ohne Brille, „Loch“ im Spiegelfernrohr usw.
- den Zenit unter den Sternen suchen (Drehen um die eigene Achse, wechselndes Ziehen im Nacken je nach Richtung)
- Alignement (Richtungsschätzung) einer Straße mit hellem Stern
- Rätselspiel für Kinder: Wann und wo wird der Stern XY untergehen?
  - hellen Stern im Osten mit einem Kamin abdecken und staunen, wie schnell er auftaucht.

## Maßnahmen in der Corona-Pandemie
Mit dem Beginn des Lockdowns im März 2020 wegen des neuartigen Corona-Virus mussten alle Sternwarten ihre öffentlichen Führungen einstellen. Eingeschränkter Betrieb war nur dort möglich, wo ausreichender Abstand im Freien oder sehr gut gelüftete Kuppeln vorhanden waren. 
Seit den Lockerungen, die länderweise verschieden im Juni oder Juli 2020 begannen, werden verschiedene Maßnahmen erprobt, vor allem
- strenges Abstandhalten – was für freiäugiges Beobachten gut durchführbar ist
- intensivere Führungen nur für Klein- bzw. Familiengruppen
- an Fernrohren einfache Desinfektions-Maßnahmen oder Einweg-Folien bei jedem Beobachterwechsel
- bzw. Verwendung nur des eigenen Fernglases oder Instruments.

Mancherorts werden auch Führungen auf Online-Demonstrationen abgeändert, etwa mit Planetariums-Programmen wie Stellarium.